# 피아트 6614
피아트 6614(Fiat 6614)는 이탈리아의 차륜형 병력 수송 장갑차로 피아트와 오토멜라라에서 공동으로 개발하였다. 국내에는 아시아자동차에서 KM-900이라는 이름으로 면허생산하였다.

## 특성
8mm 강판을 용접한 장갑으로 소화기 및 파편을 방호할 수 있게 설계되었다. 무장으로는 12.7mm 기관총을 장착할 수 있으며 M113과 같은 종류의 사격용 마운트에서 사용하게 된다. 또한 총 9군데의 페리스코프와 사격용 마운트가 있어(좌측에 4개, 우측에 3개, 후방에 2개) 보병이 안에서 사격을 할 수 있다. 조종수 2명을 제외한 8~10명의 보병을 수송할 수 있으며 도하가 가능하다. 보병 출입용 문은 후방에 있다. 또한 보병 탑승 공간의 지붕에는 2개의 해치가 있어 박격포를 사용할 수 있다.

## KM-900
KM-900은 한국에서 피아트 6614를 면허생산한 파생형으로 적 특수부대 투입에 따른 대게릴라전 방어를 목적으로 도입되었다. 무장으로 12.7mm 기관총 또는 7.62mm 기관총을 선택해서 장착할 수 있으며 조종수 1명을 제외한 10명의 보병을 수송할 수 있다.
한국에서 자체적으로 개발한 계열차량인 KM-901은 기존 장갑차에 장애물 제거용 도저를 장착한 것이다.
현재 노후화 등으로 인해 서서히 퇴역되고 있으며 앞으로 한국형 차륜형 장갑차로 대체될 것이다.

## 사용 국가
- 이탈리아
  - 이탈리아 공군 - 110
  - 이탈리아 육군 - 14
  - 카라비니에리 - 150
  - 경찰 - 50
- 대한민국 - 275
- 리비아 - 200
- 페루 - 15
- 소말리아 - 270
- 튀니지 - 110
- 베네수엘라 - 24